# Associação Internacional dos Jogos Mundiais
A Associação Internacional dos Jogos Mundiais (em inglês:  International World Games Association — IWGA), fundada em 1981, é uma organização internacional não governamental constituídas sob as leis suíças.
Composta de federações esportivas internacionais, a IWGA administra um quadrienal e multidisciplinar evento esportivo, os Jogos Mundiais, a respeito do qual aspira igualar e exceder a importância dos campeonatos mundiais organizados por cada federação.
O principal objetivo da IWGA é desenvolver a popularidade dos esportes governados por suas federações-membros, melhorar a sua importância por meio de excelentes eventos esportivos, sem deixar de conservar todos os valores tradicionais do esporte.
Desde a sua reunião de fundação, em Seul, na Coreia do Sul, a adesão de federações esportivas internacionais à IWGA aumentou de 12 para 33.
Para que uma federação internacional se torne membro da IWGA são pré-requisitos que seja reconhecida pelo Comité Olímpico Internacional (COI) e/ou associada da Associação Geral das Federações Esportivas Internacionais (da sigla em inglês: GAISF). A IWGA é membro da GAISF e tem representação no Conselho da GAISF. Outra exigência é que os esportes, ou modalidades, disciplinas desportivas, propostas pelas federações para a inclusão nos Jogos Mundiais não estejam no programa corrente de esportes dos Jogos Olímpicos.
No ano seguinte aos Jogos Mundiais, a Assembleia Geral Ordinária da IWGA elege um comitê executivo de sete membros. Este conselho coordena e supervisiona todas as questões relacionadas aos Jogos Mundiais em nome das federações. As tarefas do conselho incluem a elaboração de recomendações para a seleção de hospedeiros adequados e serve como elo permanente entre a IWGA e os anfitriões dos comitês organizadores.
A comissão médica da IWGA trata da execução de medidas para combater a dopagem bioquímica. Em estreita colaboração com o COI e a Agência Mundial Antidoping, a IWGA faz todos os esforços para garantir o "esporte limpo" nos Jogos Mundiais.

## A IWGA e oMovimento Olímpico
A IWGA é uma organização reconhecida pelo COI. Ao afirmar que o COI e a IWGA compartilham os mesmos valores de promoção da atividade física e desportiva para o bem-estar da sociedade, o COI concede o seu patrocínio aos Jogos Mundiais.
Em 27 de outubro de 2000, o COI e a IWGA assinaram um Memorando de Entendimento (Memorandum of Understanding — MoU), que estipula os termos de uma maior colaboração entre as duas organizações.
No memorando de entendimento o COI se compromete a manter sua cooperação com a IWGA, prestar assistência técnica e ajudar na promoção de atividades da IWGA no seio do Movimento Olímpico.
O COI concede o seu patrocínio à sede dos Jogos Mundiais e fornece as comissões organizadoras assistência técnica por meio de programas de gestão do conhecimento.